# Saint-Pierre-de-Trivisy
Saint-Pierre-de-Trivisy (okzitanisch: Sant Pèire de Trevisi ) ist ein Ort und eine südfranzösische Gemeinde mit 617 Einwohnern (Stand: 1. Januar 2022) im Département Tarn in der Region Okzitanien. Die Gemeinde gehört zum Arrondissement Castres und zum Kanton Les Hautes Terres d’Oc (bis 2015: Kanton Vabre).

## Lage
Saint-Pierre-de-Trivisy liegt in der Kulturlandschaft des Albigeois etwa 22 Kilometer nordöstlich von Castres und etwa 29 Kilometer südöstlich von Albi. Hier entspringen die Flüsschen Dadounet und Aze und Bardes, die zum Dadou entwässern. Umgeben wird Saint-Pierre-de-Trivisy von den Nachbargemeinden Rayssac im Norden, Lacaze im Osten, Vabre im Süden, Montredon-Labessonnié im Westen und Südwesten sowie Arifat im Nordwesten.

## Bevölkerungsentwicklung
| Jahr                      | 1962 | 1968 | 1975 | 1982 | 1990 | 1999 | 2006 | 2013 |
| Einwohner                 | 833  | 796  | 680  | 680  | 668  | 609  | 613  | 634  |
| Quelle: Cassini und INSEE |      |      |      |      |      |      |      |      |